# Rudolf Murgott
Rudolf Murgott (* 21. August 1922 in Bobrek-Karf, Landkreis Beuthen; † 2. Oktober 1980) war ein deutscher Politiker (SED) und Außenhandelsfunktionär. Von 1968 bis 1980 war er Präsident der Kammer für Außenhandel der DDR.

## Leben
Murgott, Sohn eines Bergsekretärs, besuchte die Volksschule und das Gymnasium in Beuthen sowie 1939/40 die Höhere Handelsschule in Oppeln. 1940/41 war er Baupraktikant und studierte 1941/42 ein Semester lang an der Staatsbauschule in Beuthen. 1942 wurde er zur Wehrmacht eingezogen und geriet 1944 in sowjetische Kriegsgefangenschaft. Er besuchte dort die Antifa-Zentralschule in Riga.
1949 kehrte er nach Deutschland in die SBZ zurück. Ab 1950 war er Gruppenleiter in der Abteilung Personal und Schulung der brandenburgischen Landesleitung der Handelsorganisation (HO) in Potsdam. 1950 wurde er Mitglied der SED.
Zwischen 1950 und 1952 studierte er Außenhandelsökonomik an der Deutschen Akademie für Staats- und Rechtswissenschaft in Potsdam. Sein Studium schloss er als Diplom-Wirtschaftler ab. Von 1952 bis 1959 war er Instrukteur der Abteilung Handel und Verkehr des ZK der SED. 1959/60 besuchte er die Parteihochschule der KPdSU in Moskau für ein Studium der Gesellschaftswissenschaften. Anschließend war er von 1960 bis 1963 stellvertretender Sektorenleiter, von 1964 bis 1968 stellvertretender Leiter der Abteilung Handel, Versorgung und Außenhandel des ZK der SED. Vom 23. Oktober 1968 bis zu seinem Tode war er Präsident der Kammer für Außenhandel (Nachfolger von Hans Bahr). Seit 1976 war er zudem Mitglied des Wirtschaftsausschusses DDR-USA.

## Schriften
- Vielfältige Förderungen der Außenwirtschaftsbeziehungen der DDR. In: Sozialistische Außenwirtschaft, 1972, XXII, Heft 10, S. 33–36.

## Auszeichnungen
- Verdienstmedaille der Nationalen Volksarmee (1965)
- Vaterländischer Verdienstorden in Bronze (1972)